# Делимая группа
Делимая группа — это группа {\displaystyle G}, такая что для любых {\displaystyle n\in \mathbb {N} } и {\displaystyle g\in G} уравнение
{\displaystyle x^{n}=g}
разрешимо. Часто группа предполагается абелевой, а условие записывается в аддитивной нотации как {\displaystyle nx=g}.
Группа {\displaystyle A} называется {\displaystyle p}-делимой ({\displaystyle p} — простое число), если для любого {\displaystyle a\in A} разрешимо в {\displaystyle A} уравнение {\displaystyle px=a}.
Некоммутативные делимые группы иногда называются полными (не путать с полными группами, которые изоморфны своей группе автоморфизмов).

## Примеры
- Группа {\displaystyle (\mathbb {Q} ,+)} всех рациональных чисел;
- {\displaystyle p}-примарная квазициклическая группа {\displaystyle (\mathbb {Z} _{p^{\infty }},+)}, то есть группа, порожденная счетным набором элементов {\displaystyle a_{0},\,a_{1},\,\ldots ,\,a_{n},\,\ldots }, удовлетворяющих условию

{\displaystyle pa_{0}=0,\,pa_{1}=a_{0},\,\ldots ,\,pa_{n}=a_{n-1},\,\ldots }

## Свойства делимых групп
- Гомоморфный образ делимой абелевой группы является делимой группой.
- Абелева группа является делимой тогда и только тогда, когда она {\displaystyle p}-делима при каждом простом {\displaystyle p}.
- Каждая делимая подгруппа выделяется прямым слагаемым.
  - Следовательно, делимые абелевы группы являются инъективными объектами в категории абелевых групп ({\displaystyle \mathbb {Z} }-модулей). Это же утверждение верно и в категории модулей над любой областью главных идеалов.
- Любая абелева группа {\displaystyle A} разлагается в прямую сумму {\displaystyle A=D\oplus R}, где {\displaystyle D} — делимая группа (она называется делимой частью группы {\displaystyle A}), а {\displaystyle R} — редуцированная группа, то есть группа, не содержащая ненулевых делимых подгрупп.

## Строение делимых групп
Если {\displaystyle A} — произвольная делимая абелева группа, то
{\displaystyle A\cong \bigoplus \limits _{r_{0}(A)}\mathbb {Q} \oplus \bigoplus \limits _{p\in P}\bigoplus \limits _{r_{p}(A)}\mathbb {Z} _{p^{\infty }}}.

## Связанные определения
Если в полной группе указанные в определении уравнения разрешимы однозначно, она называется D-группой.
Таковы, в частности, локально нильпотентные полные группы без кручения.